# 謝爾曼鎮區 (密歇根州紐威哥縣)
謝爾曼鎮區（英語：Sherman Township）是位於美國密歇根州紐威哥縣的一個行政鎮區。

## 地方資料
謝爾曼鎮區的面積為92.80平方千米，當中陸地面積為89.70平方千米，而水域面積為3.10平方千米。根據2020年美國人口普查的數據，當地共有人口2105人，而人口密度為每平方千米22.68人。